# Havstulpaner
Havstulpaner (Balanidae) är en familj med kräftdjur i underklassen rankfotingar (Cirripedia). De förekommer i salt och bräckt vatten. De är fastsittande filtrerare men har två frisimmande larvstadier. Oftast sitter de på stenar och klippor i grunda vatten och tidvattenszoner eller bränningszoner, ofta på platser med hög vågaktivitet. De fäster sig också på skal av snäckor, musslor (särskilt blåmusslor), andra kräftdjur samt valar, särskilt knölval. Familjen Balanidae, med de vanliga och välkända havstulpanerna, har 238 arter. Hela ordningen Sessilia med 586 arter kan dock räknas som havstulpaner. I svenska vatten finns ca 10 bofasta arter och ytterligare ca 5 som uppträder tillfälligt eller är införda.

## Utseende och anatomi
Havstulpanerna bygger ett hårt fastsittande skal som består av sex vita eller ljusgrå kalkplattor, ofta med tandad kant. Ringen av plattor är homolog med andra kräftdjurs carapax. Cementkörtlar vid antennbasen bildar det lim som fäster skalet vid underlaget. Öppningen kan stängas med två tättslutande plattor som skyddar mot torka och rovdjur. Undersidan består också av en kalkplatta som är stadigt fäst vid underlaget. Skalets längd är oftast 1 - 1,5 cm, men de största arterna är upp till 7 cm (Megabalanus, Austromegabalanus).
Inuti skalet ligger djuret på rygg med benen uppåt. Segmenteringen är otydlig och kroppen är delad i huvud och mellankropp (thorax), som är ungefär lika stora. Bakkroppen (abdomen) är reducerad eller saknas. Vuxna havstulpaner har endast ett par rudimentära antenner nära cementkörteln. På thorax finns sex benpar, som kallas "cirri" och är fjäderlika och mycket långa. Då de sträcks ut bildar de en korg som används för att filtrera föda och transportera den till munnen.
Havstulpaner har inget egentligt hjärta, men ett blodkärl nära matstrupen har en liknande funktion och pumpar blod genom muskelsammandragningar. Blodkärlssystemet är minimalt. De har inte heller gälar, utan tar upp syre genom extremiteterna och kroppsytan. Utsöndringen av restprodukter sköts av körtlar vid maxillerna.
Det viktigaste sinnet tycks vara känseln. De har känsliga borst på extremiteterna. Som vuxna har de också ett oparigt öga, som troligen bara kan skilja mellan ljus och mörker. Djuren reagerar snabbt om en skugga faller på dem (skuggreflex). Ögat har bildats från naupliusögat.

## Ekologi

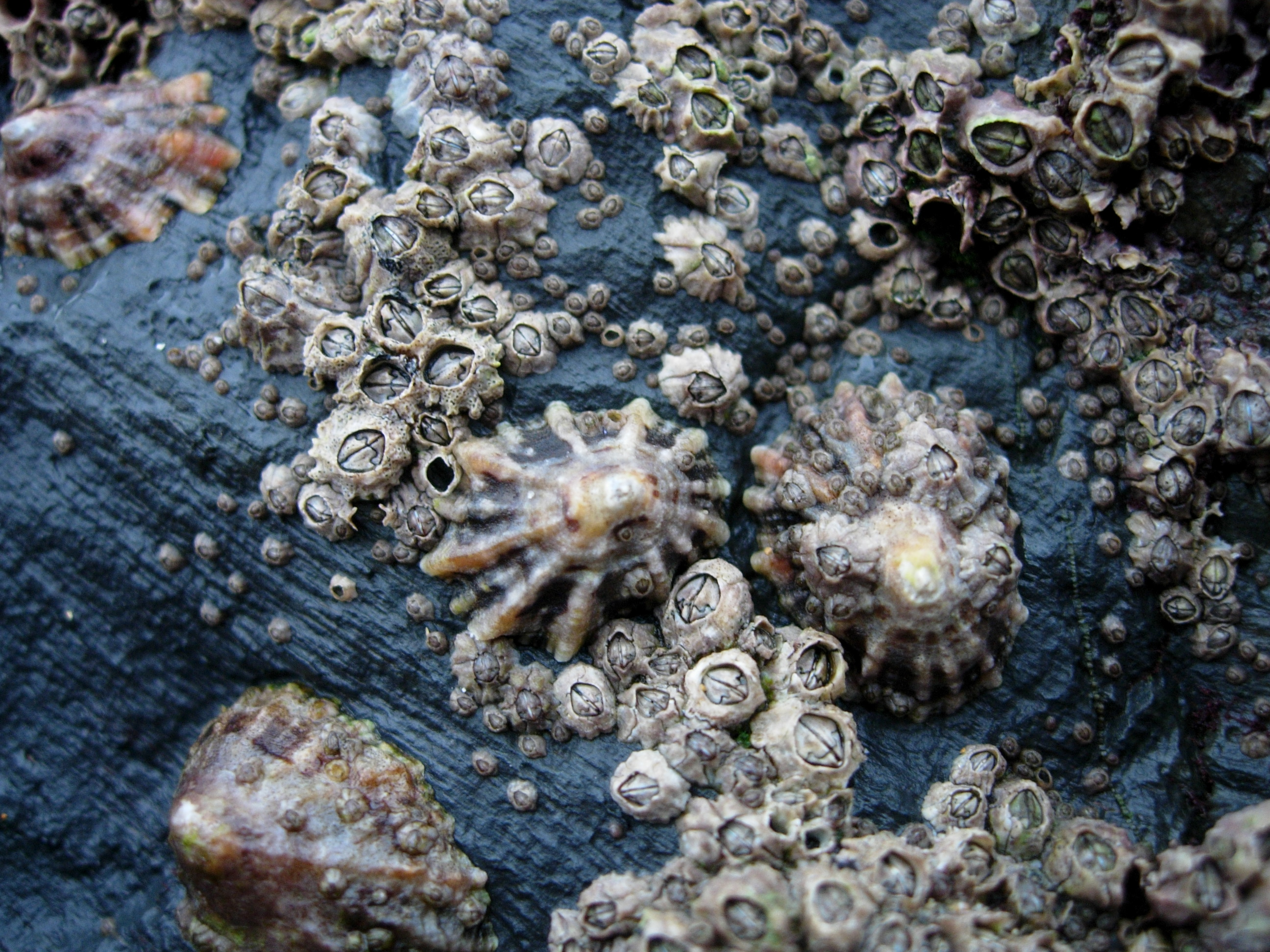
Havstulpaner och skålsnäckor konkurrerar om plats i tidvattenszonen.

Havstulpanerna fäster sig vid ett hårt underlag och bildar ett kalkskal (se ovan). De är suspensionsätare. De sträcker ut sina fjäderliknande extremiteter genom öppningen och transporterar genom rytmiska rörelser plankton och andra näringspartiklar in i skalet, där de kan förtäras.
Havstulpaner har anträffats ner till 600 m djup, men de flesta lever i grundare vatten; 75% av arterna lever på mindre än 100 m djup och 25% lever i tidvattenszonen.
Havstulpaner av samma art växer i täta samlingar på underlaget, och eftersom de har snäva krav bildar de ofta smala bandformiga zoner på klippor i brännings- eller tidvattenszonen. De är väl skyddade mot uttorkning; kalkskalet är ogenomträngligt för vatten och plattorna i öppningen sluter tätt. Med öppningen stängd kan djuren överleva torka i flera dagar. Locket skyddar också mot rovdjur.
Havstulpanerna kan trängas undan av skålsnäckor och musslor samt av andra havtulpanarter som konkurrerar om platsen. De är också byte för många rovdjur. Flera strategier används mot konkurrenterna. Genom att många havstulpaner finns på samma ställe ökar sannolikheten att några överlever predation och konkurrens. Snabb tillväxt är en annan strategi. Några arter har ökat i storlek för att undgå konkurrens.
Bland de viktigaste predatorerna på havstulpaner finns olika snäckor, i Nordatlanten särskilt purpursnäckan Nucella lapillus. De kan gnaga igenom det hårda kalkskalet och förtära mjukdelarna. Musslor (som är filtrerare) förtär också havstulpanlarver. Även vissa sjöstjärnor och sjöborrar äter havstulpaner. Havstulpaner är också viktig föda för vissa vadarfåglar, t.ex. strandskata, skärsnäppa och roskarl, särskilt på vintern.

### Livscykel

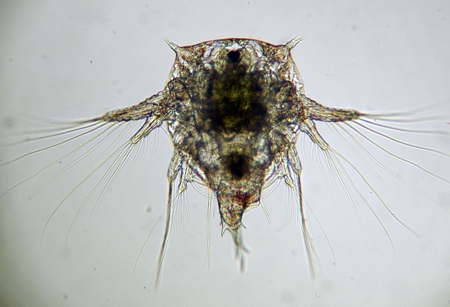
Naupliuslarv av havstulpanen Elminius modestus

Havstulpanerna har två larvstadier, naupliuslarv och cypridlarv, innan de är vuxna.
Ur ett befruktat ägg kläcks en naupliuslarv. Den har ett oparigt öga, huvud och telson (bakkroppsplatta), men inte thorax eller abdomen. Den växer under sex månader och genomgår fem larvstadier, varefter den ombildas till en cypridlarv. Första tiden tillbringar naupliuslarven innanför moderns skal, men efter första hudömsningen blir den frisimmande och simmar med hjälp av borst (setae).
Cypridlarven är sista larvstadiet innan djuret är vuxet. Larven äter inte under detta stadium, vars uppgift är att hitta en lämplig plats att slå sig ner på. Cypridstadiet varar från dagar till veckor. Larven undersöker olika ytor med sina modifierade antenner (andra paret). Då den har funnit ett lämpligt ställe fäster den sig först med huvudet och antennerna, varvid den använder ett klibbigt lim bestående av glukoproteiner. Troligen bedöms ytorna utifrån ytans form, kemiska uppbyggnad, vätbarhet, färg och ev. närvaro av biofilm. Larven försöker också fästa sig nära andra havstulpaner. Till slut fäster den sig vid underlaget med ett annat lim bestående av proteiner, och ombildas till en vuxen havstulpan.
Som vuxen fortsätter havstulpanen att växa genom att bygga på plattorna med nytt material. Plattorna byts inte ut och djuret lämnar aldrig skalet, däremot ömsar det hud även som vuxen.

### Fortplantning
De flesta havstulpaner är hermafroditer, även om skildkönade arter finns. Självbefruktning är möjlig, men har visats vara sällsynt. Vanligen sker parning mellan två individer, vilket innebär ett problem eftersom de är fastsittande. Detta löses genom att hanen har en extremt lång penis som kan nå fram till honor som sitter i närheten. Sperman placeras innanför honans kalkskal där äggen befruktas.
Havstulpanerna är kända för att ha djurrikets längsta penis i förhållande till sin storlek. Den kan vara åtta gånger kroppslängden. Penisen hos arter som lever i vatten med låg vågaktivitet är längre och klenare, medan de som lever i vatten med hög vågaktivitet har en kortare och kraftigare penis.

## Systematik

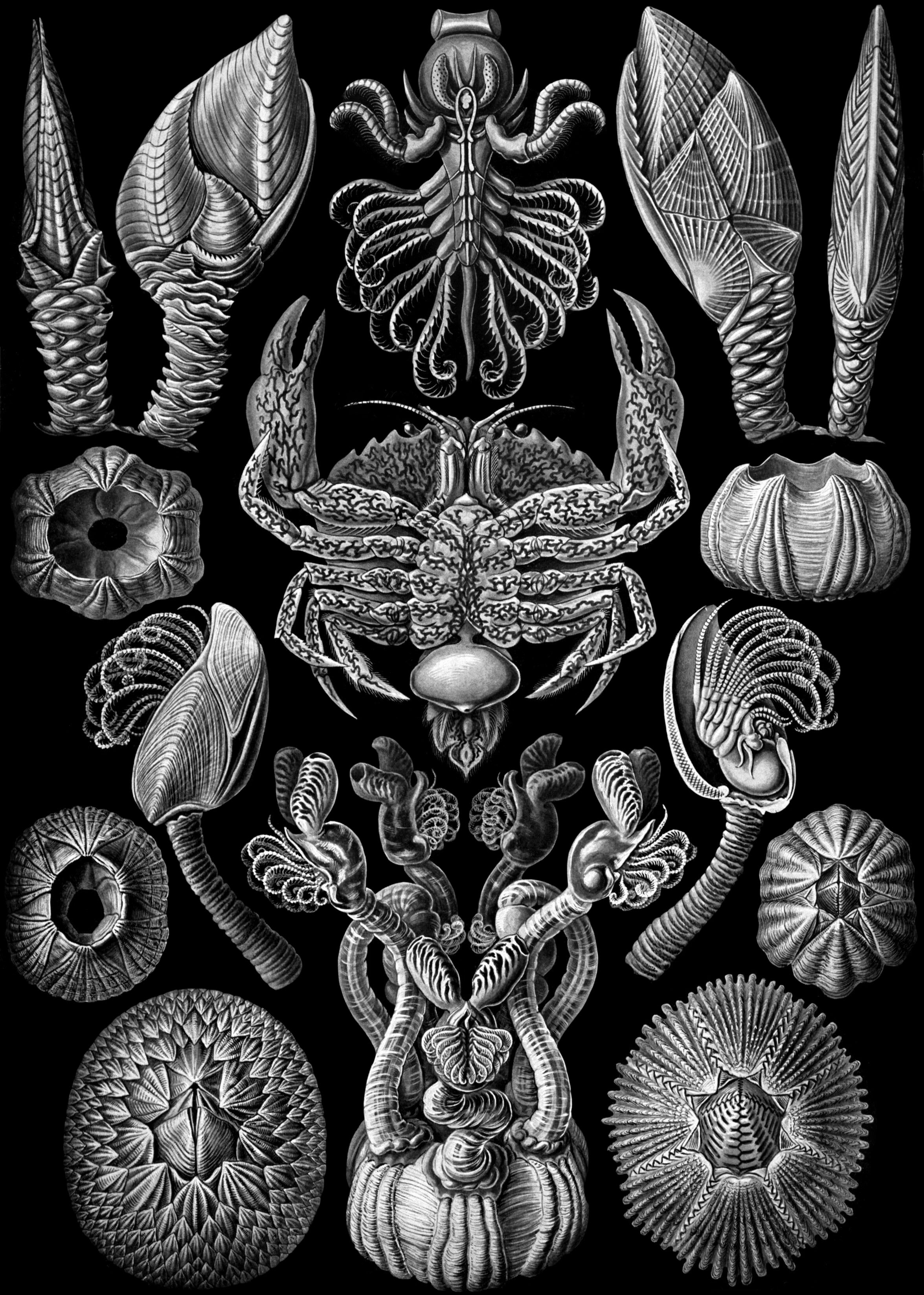
"Cirripedia" från Ernst Haeckels Kunstformen der Natur (1904). Krabban i mitten är angripen av en parasitisk cirriped, Sacculina.

Havstulpanerna är en familj (Balanidae) i ordningen Sessilia i överordningen Thoracica (havstulpaner och långhalsar) inom underklassen Cirripedia (rankfotingar) i klassen Maxillopoda bland kräftdjuren. Sessilia är en monofyletisk grupp som troligen har utvecklats från långhalsliknande former (Pedunculata).
Havstulpaner klassificerades av  Linné och  Cuvier som mollusker, men 1830 publicerade J. V. Thomson observationer av nauplius- och cyprislarver och deras förvandling till havstulpaner. Han insåg att larverna liknar kräftdjurslarver, vilket fick stöd av ytterligare forskning som publicerades 1834 av  H. Burmeister. Havstulpanerna flyttades till leddjuren, men deras placering var fortfarande oklar. 
Charles Darwin gjorde 1846 omfattande undersökningar som publicerades 1851 och 1854. Darwin valde detta projekt på förslag av sin vän  J. D. Hooker för att grundligt förstå åtminstone en mindre grupp innan han publicerade den mer generella teorin om evolution genom naturligt urval.

### Evolution och fossil
Havstulpanernas geologiska historia kan följas tillbaka till kambrium (Priscansermarinus, ett långhalsliknande kräftdjur), men skelettrester är inte vanliga som fossil förrän under neogen, det vill säga det senaste 20 årsmiljonerna. Detta kan bero på att de lever i områden med hög vågaktivitet där skalen mals sönder. Havstulpanfossil är viktiga för att uppskatta vattendjup i fossila ekosystem, eftersom djuren har smala nischer i fråga om vattendjup. Ju mindre sönderbrutna fossilen är, desto kortare sträcka har de troligen transporterats efter djurets död. Detta kan användas för att rekonstruera områdens tektoniska historia.

## Havstulpaner och människan

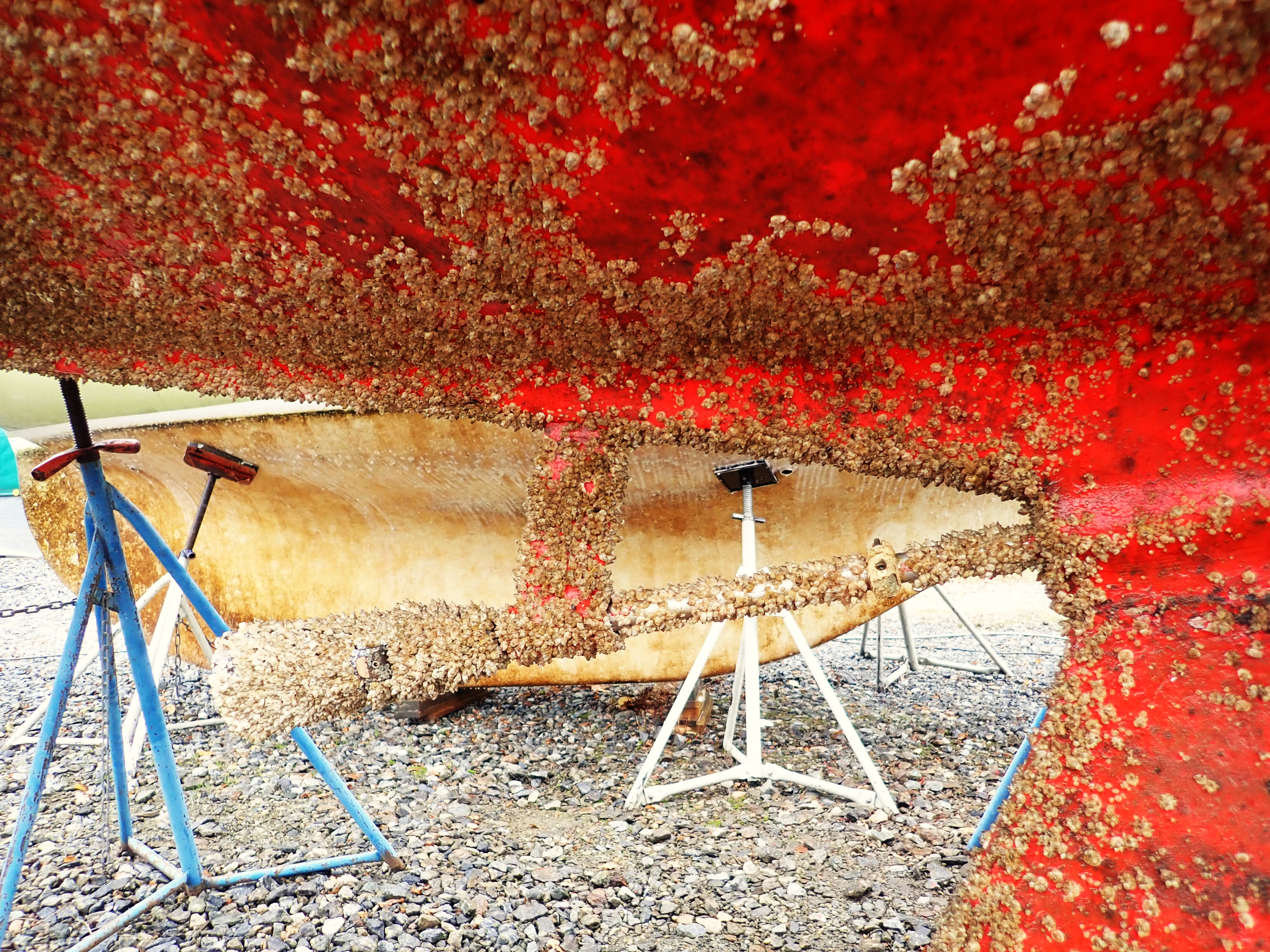
Påväxt av Amphibalanus improvisus på båtbotten.

Havstulpaner kan orsaka betydande problem för människan genom att de växer på båtar ("fouling"), varvid friktionen mot vattnet och därmed bränsleförbrukningen ökar. Den kan öka så mycket som 25%. Djuren kan tvättas bort kort efter att larverna har fäst sig, men längre fram då skalet har bildats måste de skrapas bort. Man har bekämpat havstulpaner på båtar med starkt giftiga medel, framför allt tributyltenn, vilket också förgiftar andra marina djur och orsakar stora skador på ekosystemen. Svenska forskare har studerat larvernas fästmekanismer och utvecklat ogiftiga ämnen (vattenhaltiga geler av t.ex. polyetylenglykol) som påföres båten som färg och effektivt hindrar larverna från att fästa sig.
Havstulpaner kan ha knivskarpa skalkanter som kan orsaka svåra sår hos t.ex. badande.